# Bansha (ort)
Bansha (iriska: An Bháinseach) är en ort i republiken Irland.   Den ligger i grevskapet South Tipperary och provinsen Munster, i den centrala delen av landet, 160 km sydväst om huvudstaden Dublin. Bansha ligger 66 meter över havet och antalet invånare är 349.
Terrängen runt Bansha är platt åt nordost, men åt sydväst är den kuperad.Runt Bansha är det glesbefolkat, med 8 invånare per kvadratkilometer. Närmaste större samhälle är Tipperary, 6,9 km väster om Bansha. Trakten runt Bansha består i huvudsak av gräsmarker.